# John Faust
John Faust, vollständiger Name John Alex Faust Acosta, (* 26. September 1990 in Young) ist ein uruguayischer Fußballspieler.

## Karriere
Der 1,86 Meter große Torhüter Faust, der auch in der Namensschreibweise Jhon Faust geführt wird, gehörte mindestens seit November 2010 dem Kader des uruguayischen Vereins Juventud an. Dort lief er in der Spielzeit 2010/11 mindestens in den Partien gegen Plaza Colonia im November 2010 und gegen den Rocha FC im Februar 2011 in der Segunda División auf. Sein Verein stieg am Saisonende 2011/12 auf. In der Saison 2012/13 stand er im Kader des Erstligisten, kam in jener Spielzeit aber in der höchsten uruguayischen Spielklasse nicht zum Einsatz. Anfang September 2013 schloss er sich Juventuds Ligakonkurrenten Club Atlético Rentistas an. Er debütierte in der Spielzeit 2014/15 im Alter von 23 Jahren am 16. August 2014 unter Trainer Adolfo Barán in der Primera División, als er beim 1:1-Unentschieden gegen den Tacuarembó FC in der Startelf stand. In der Saison 2014/15 wurde er einmal (kein Tor) in der höchsten uruguayischen Spielklasse eingesetzt. Während der Spielzeit 2015/16 folgten keine weiteren Einsätze.